# ヒッティーンの戦い
ヒッティーンの戦い（ヒッティーンのたたかい、アラビア語: معركة حطين  Ma‘raka al-Ḥiṭṭīn, 英語: Battle of Hattin, 1187年7月4日）は、エルサレム王国とアイユーブ朝のサラーフッディーン率いるイスラム勢力の間に起こった戦い。この戦いに勝利したサラーフッディーンは進軍を継続して同年10月に聖地エルサレムの奪回に成功し、エルサレム王国を崩壊寸前（沿岸部に多少の領土を残すのみ）まで追い込んだ。地名については、ハッティーン al-Ḥaṭṭīn (en)とも言う。
戦場はティベリア近郊、死火山の跡で「ヒッティーンの角」と呼ばれる二つの丘のある地域で、アッコンより東へ向かう道から北側の山地を抜けてティベリアへと向かう道の途上にある。

## 背景
ローマ人により建設されたダルブ・アル＝ハワルナフ（Darb al-Hawarnah）街道は、地中海沿岸よりガリラヤ湖を経てヨルダンの浅瀬へと東西に通じる主要道路であった。1187年7月2日、サラーフッディーンはわずかな手勢を率いてこの街道を東に向かい、ガリラヤ湖西岸の町ティベリアをほとんど制圧し、さらにトリポリ伯レイモンド3世の妻エスチヴァの居るティベリアの城塞を包囲した。その時、レイモンド3世とエルサレム王ギー・ド・リュジニャンは十字軍の主力部隊を伴ってアッコンに滞在していた。彼らは1200人の騎士と2万人近くの歩兵、およびエルサレム王国防衛のためにイングランド王ヘンリー2世が金で雇った数千人の傭兵から構成されていた。
レイモンド3世は、アッコンからティベリアへまっすぐ進軍すればサラーフッディーンの思うつぼになってしまう恐れがあったため、守るに有利なセフォリア（Tzippori、スッフーリーヤ）の地に拠るべきだと主張した。しかしギー・ド・リュジニャンは、この主張に対する臆病者という非難や騎士団長リドフォールの圧力や十字軍内におけるレイモンド3世の発言力を抑えたかったこと等から、ティベリアへ救援のため急行するよう命令した。一方サラーフッディーンは、要塞を包囲するよりも野戦に誘いこんだ方が十字軍を容易に撃破できることを計算していた。

## 経過
7月3日、早朝にセフォリアより進軍を開始した十字軍は早速サラーフッディーンの軍によるゲリラ的な攻撃に悩まされた。同日午後、サラーフッディーンはカファルセッテに約3万人の軍を集結させ、十字軍の迎撃に出発した。10時頃に十字軍兵士たちの水筒が空になると、真夏の砂漠で脱水症状でティベリアまで辿り着けないと判断した十字軍はハッティーンの泉を経由することにした。十字軍は大きくテンプル騎士団、エルサレム王国軍、ホスピタル騎士団の3つの部隊に分けられていたが、後衛のテンプル騎士団がイスラム軍騎兵に絶え間なく襲撃を受けたため、全体の進軍が遅滞してしまった。このため水もなく一日中行軍した十字軍は途中のメスケナー付近の平地で野営せざるを得なくなった。彼らを包囲したサラーフッディーンは、野営地の周囲より夜通し弓矢で攻撃し、夜通し勝鬨を上げ太鼓やラッパの音で休息の暇を与えなかった。
7月4日の朝、喉の渇きに苦しみ士気の低下していた十字軍は、野営地よりハッティーンの丘にある泉に向かった。しかしその途上に待ち伏せていたサラーフッディーンの軍が両側面から十字軍を分断するように攻撃を開始した。レイモンド3世は、この状況を突破しようとして指揮下の騎士と共に突撃したが、2度目の突撃により本隊と分断されてしまい、そのまま前進しハッティーンの丘への退却を余儀なくされた。また混乱に陥った十字軍のほとんどの歩兵はハッティーンの丘に向かって敗走を始めた。騎士を守る歩兵がいなくなったため、敵の弓騎兵により馬が射倒されてしまい、騎士は徒歩で戦わねばならなくなり彼らも劣勢になりハッティーンの丘に向かって敗走した。
ハッティーンの丘に包囲された十字軍は、サラーフッディーンの軍に向かって三度絶望的な突撃を敢行したが、いずれも打ち破られてしまった。サラーフッディーンは最終的に、ギー・ド・リュジニャンやテンプル騎士団総長ジェラルド・ド・ライドフォートやホスピタル騎士団総長など十字軍の多くを捕虜にした。同じく捕虜になったルノー・ド・シャティヨンは、この十年来休戦条約を犯してイスラム教徒の商人や巡礼者に対する虐殺を続けており、ルノーによって襲撃され殺害された隊商のなかにはサラーフッディーンの姉妹も含まれていたと言われ、さらには紅海に船団を出してマッカを侵そうと試みた事もあったため、サラーフッディーンの前に引き出されると、ただちに処刑された。別の記録によるとサラーフッディーン自らが彼を処刑したともいう。またこの時、キリスト教徒にとっては重要な聖遺物である聖十字架も奪われた。
およそ3,000人の十字軍兵士は逃れることができた。一方捕虜になった者の内、富裕な家の者は身代金と交換に解放された。またギー・ド・リュジニャンはサラーフッディーンに紳士的な扱いを受け、のちに解放された。

## 影響
十字軍の主力を壊滅させたサラーフッディーンは快進撃を続け、9月中旬までにアッコン、ナブルス、ヤッファ、トロン、シドン、ベイルート、アスカロンなどの諸都市を次々と奪還した。1187年10月2日には聖地エルサレムを陥落させ（エルサレム攻囲戦 (1187年)）、エルサレム王国は滅亡寸前まで追い込まれた。これによりパレスチナの地に建てられた十字軍国家は、いくつかの拠点を除くほとんどが崩壊した。またヒッティーンでの十字軍の壊滅的な敗北とイスラム勢力による聖地エルサレムの奪回がヨーロッパに伝えられ、第3回十字軍の直接的動機となった。